# Prosper Bole
Pour les articles homonymes, voir Bole.
Prosper Bole (21 mai 1810 - 8 janvier 1890) est un prêtre français.

## Biographie
D'origine franc-comtoise, membre de la compagnie de Jésus, Joseph Prosper Bole enseigna de 1860 à 1872 au collège jésuite de Saint-Affrique. En 1873, il prend la suite d'Amédée Curée comme confesseur d'Henri d'Artois, « comte de Chambord », à Frohsdorf, rôle qu'il tient jusqu'à la mort de celui-ci dix ans plus tard.